# Vadret da Roseg
Vadret da Roseg (nazwa w języku romansz; niem. Roseggletscher) – lodowiec o długości 4 km (2005 r.) i powierzchni 8,52 km² (1973 r.).
Lodowiec położony jest w górach Berninagruppe w kantonie Gryzonia w Szwajcarii.